# إيفو مينار
إيفو مينار, (Ivo Minář) لاعب كرة مضرب تشيكي محترف, من مواليد 21 مايو 1984.

## وصلات خارجية
- إيفو مينار على موقع رابطة محترفي التنس (الإنجليزية)
- إيفو مينار على موقع الاتحاد الدولي لكرة المضرب (الإنجليزية)
- إيفو مينار على موقع كأس ديفيز (الإنجليزية)
- إيفو مينار على موقع خلاصة التنس.كوم (الإنجليزية)
- إيفو مينار على موقع أوليمبيديا (الإنجليزية)
- إيفو مينار على موقع اللجنة الأولمبية التشيكية (التشيكية)